# Corethrella fulva
Corethrella fulva är en tvåvingeart som beskrevs av John Lane 1939. Corethrella fulva ingår i släktet Corethrella och familjen Corethrellidae. Inga underarter finns listade i Catalogue of Life.